# Автосцепка Виллисона
Автосце́пка Ви́ллисона — автоматическое сцепное устройство, применяемое на железнодорожном транспорте.
Данная автосцепка была изобретена в 1910 году американцем Джоном Виллисоном (John Willison). Представляет собой автосцепку с двухзубым контуром зацепления.
Использовалась для сцепки подвижного состава шахт и рудников в Европе. На её основе была разработана применяемая на советских железных дорогах (и дорогах ряда стран — соседей и стран — наследников СССР) автосцепка СА-3.